# ティラノサウルス (小惑星)
ティラノサウルス (9951 Tyrannosaurus) は、太陽系の小惑星帯を形成する小惑星の一つ。
南米のチリに存在するヨーロッパ南天天文台で、1990年11月15日にベルギーの天文学者エリック・エルストによって発見された。中生代白亜紀末期の地球に棲息していた恐竜の一種（1属）である Tyrannosaurus （ティラノサウルス）にちなんで命名された。